# يويا ميورا
يويا ميورا (باليابانية: 三浦 雄也) (2 أبريل 1989 في آيتشي في اليابان – )؛ هو لاعب كرة قدم ياباني سابق كان يلعب كحارس مرمى.

## وصلات خارجية
- يويا ميورا على موقع رابطة كرة القدم اليابانية للمحترفين (اليابانية)
- يويا ميورا على موقع قاعدة بيانات كرة القدم.إي يو (الإنجليزية)
- يويا ميورا على موقع Soccerway.com (الإنجليزية)
- يويا ميورا على موقع عالم كرة القدم.نت (الإنجليزية)